# Política de Palau
Palau é uma república democrática em que os ramos executivo e legislativo são escolhidos por eleições directas. O presidente, que é ao mesmo tempo chefe de estado e de governo, e o vice-presidente são eleitos separadamente para madatos de 4 anos. O Congresso Nacional de Palau (Olbiil era Kelulau) consiste em duas câmaras, o Senado e a Câmara dos Delegados. O Senado é composto por nove membros eleitos por todos os eleitores, enquanto a Câmara dos Delegados tem 16 membros, um por cada um dos estados. Os deputados são eleitos para mandatos de 4 anos. Cada estado elege ainda o seu governador e a sua legislatura.
O Conselho dos Chefes, formado pelos mais altos chefes tradicionais de cada estado, apoia o presidente em aspectos das leis e costumes tradicionais.
O sistema judicial consiste no Tribunal Supremo, Tribunal Nacional, Tribunal Ordinário (Common Pleas Court) e Tribunal de Terras. O Supremo tem divisões de primeira instânia e de apelação e é presidido pelo Chefe da Justiça (Chief Justice).
A Constituição de Palau foi adotada pela Convenção Constitucional de Palau, realizada de 28 de janeiro a 2 de abril de 1979, ratificada no Terceiro Referendo Constitucional de 9 de julho de 1980 e entrou em vigor em 1º de janeiro de 1981. A Segunda Convenção Constitucional, realizada em 2005, certifica as alterações propostas à Constituição da República de Palau que foram devidamente aprovadas por maioria de votos dos Delegados em 15 de julho de 2005.